# Repenomamus
Repenomamus là chi thú to lớn nhất được biết đến trong kỷ Phấn trắng của đại Trung sinh, và nó là nhóm thú với chứng cứ tốt nhất cho thấy chúng ăn thịt khủng long. Người ta vẫn chưa thể xác định là Repenomamus săn bắt những con khủng long còn sống một cách chủ động hay chỉ đơn thuần là ăn thịt khủng long đã chết.
Repenomamus không là những con vật chạy nhanh. Xương cánh tay và xương đùi làm cho các khớp của chúng tạo thành một góc hơi rộng và các chân là tương đối ngắn khi so với thân. Chúng thuộc dạng đi bằng gan bàn chân. Hành vi và hình dáng cơ thể tổng thể của Repenomamus có thể tương tự như của quỷ Tasmania hiện đại.
Repenomamus là động vật ăn thịt. Một mẫu vật của R. robustus đã được phát hiện với các mảnh xương của Psittacosaurus non được bảo tồn trong dạ dày của nó. Đây là chứng cứ mạnh nhất cho thấy nhóm thú đại Trung sinh này ăn thịt khủng long và điều này dấy lên sự quan tâm trong truyền thông đại chúng. Tuy nhiên có những dấu hiệu sớm hơn cho thấy động vật có vú đại Trung sinh ăn thịt khủng long (xem Archaeornithoides).

## Kích thước

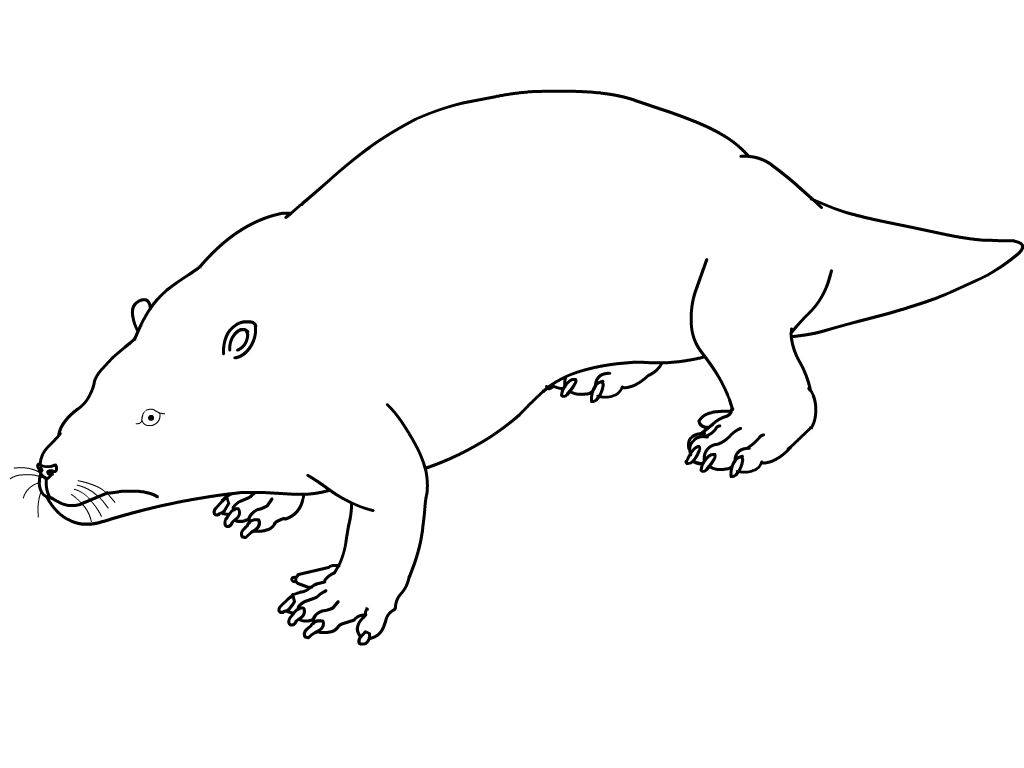
Repenomamus.

Loài to lớn hơn, R. giganticus, là động vật có vú có kích thước to lớn nhất đã biết từ kỷ Creta. Một số ít động vật có vú khác đã miêu tả, như thú mỏ vịt khổng lồ Kollikodon có thể to lớn hơn, nhưng do chúng chỉ được biết đến từ các mảnh dấu tích nhỏ nên kích thước thật sự của chúng bị đặt câu hỏi. R. giganticus dài trên 1 m (39 inch) và cân nặng khoảng 12–14 kg (26-31 pao). Hộp sọ của nó dài 16 cm, thân dài 52 cm và phần được bảo tồn của đuôi dài 36 cm. Loài thứ hai, R. robustus, dài chỉ khoảng chưa tới 0,5 m (20 inch) và cân nặng 4–6 kg (9-13 pao). Các phát hiện này được coi là quan trọng, do nó mở rộng các hốc sinh thái đã biết được động vật có vú sinh sống trong vòng 150 triệu năm ngự trị của khủng long. Trước đó, những động vật có vú đã biết của thời kỳ này chỉ là những động vật ăn sâu bọ nhỏ, kiếm ăn ban đêm, không khác với chuột chù ngày nay. Người ta từng giả định rằng các hốc sinh thái của động vật to lớn hơn 1 m (39 inch) chiều dài được khủng long và động vật bò sát (như cá sấu) chiếm lĩnh hoàn toàn và hoàn toàn bị hạn chế đối với động vật có vú cho mãi tới tận sau khi sự kiện tuyệt chủng kỷ Creta-phân đại đệ Tam đã tiêu diệt hoàn toàn khủng long và cho phép đa dạng hóa động vật có vú trong đại Tân sinh. Repenomamus là một ngoại lệ đối với quy tắc này.
R. giganticus là to lớn hơn so với một số loài khủng long có lông vũ cũng tìm thấy trong cùng một thành hệ đá tại Trung Quốc, bao gồm Microraptor, Sinornithosaurus, Caudipteryx và Mei.

## Phân loại và phát hiện

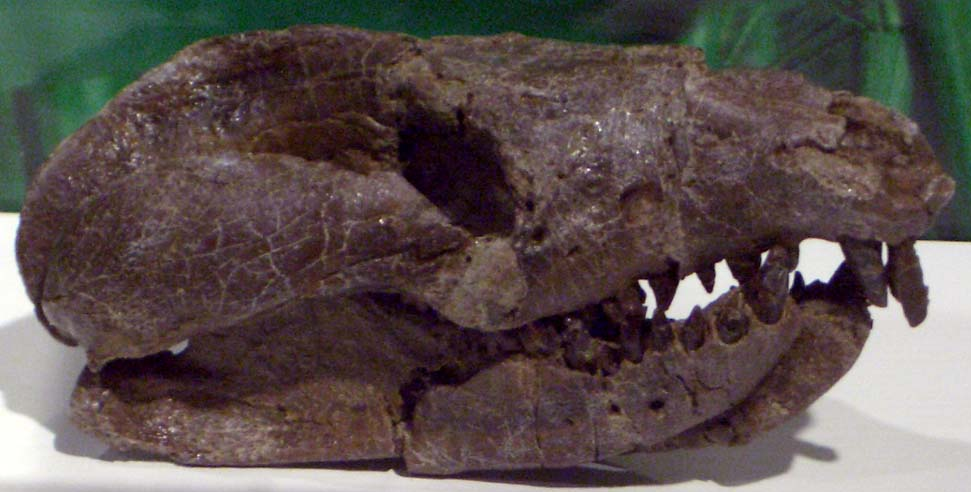
Hộp sọ của Repenomamus giganticus.

Các hóa thạch được phát hiện từ khu di chỉ của thành hệ Nghĩa Huyền tại tỉnh Liêu Ninh thuộc Trung Quốc, được biết đến vì các hóa thạch được bảo tồn cực tốt của khủng long có lông vũ. Chúng có niên đại tới khoảng 130 triệu năm trước, trong thời kỳ Tiền Phấn trắng.
Repenomamus (tên gọi tiếng Trung là ba thú (爬兽) nghĩa là con thú bò bằng bốn chân) là một chi của Triconodonta, một nhóm động vật có vú thời kỳ đầu hiện không còn họ hàng hiện đại nào. Các loài đã biết trong chi này bao gồm: 
- R. robustus được Lý Cẩm Linh (李锦玲), Vương Nguyên (王原), Vương Nguyên Thanh (王元青) và Lý Truyền Kỳ (李传夔) miêu tả năm 2000. Tên gọi trong tiếng Trung của nó là 强壮爬兽, tức là "cường tráng ba thú".
- R. giganticus được Hồ Diệu Minh (胡耀明), Mạnh Tân (孟津), Vương Nguyên Thanh (王元青) và Lý Truyền Kỳ (李传夔) miêu tả năm 2005. Tên gọi trong tiếng Trung của nó là 巨爬兽, tức là "cự ba thú".

Hai loài đã biết này cũng là các thành viên duy nhất đã biết của họ Repenomamidae, cùng được miêu tả trong một bài báo vào năm 2000.

## Liên kiết ngoài
- "Prehistoric badger had dinosaurs for breakfast". Michael Hopkin. Nature.com. 12-1-2005.
- "Fierce mammal ate dinos for lunch". BBC News. 12-1-2005.